# Царићи провирљивци
Царићи провирљивци (лат. Pardalotidae) су породица птица певачица, присутна у Аустралији, чије су одлике кратак реп, чврсте ноге, кратак и туп кљун. Породица укључује један род Pardalotus и четири врсте. Научно име породице је изведено од грчке речи pardalōtos, која значи „пегав као леопард”. У ову породицу су у прошлости сврставане многе друге врсте које су данас смештене у породицу трнокљунке (Acanthizidae).
Царићи провирљивци проводе већи део времена у крошњама дрвећа, хранећи се инсектима. Углавном живе у паровима или малим породичним скупинама, али након сезоне гнежђења се понекад окупљају у јата.

## Таксономија и систематика
Постоји општа сагласност о постојању четири врсте царића провирљиваца, сврстаних у један род Pardalotus. Који је првобитно био смештен у породицу цвећарки (Dicaeidae). Анализе ДНК су међутим показале да царићи провирљивци нису блиско сродни цвећаркама и да су ближе сродни породици трнокљунки (Acanthizidae). Према неким старијим изворима трнокљунке су укључиване у породицу Pardalotidae, али данас имају положај посебне породице.
Врсте пегави царић провирљивац и црвеновеђи царић провирљивац немају подврста, док их друге две врсте имају. Пругасти царић провирљивац према неким изворима има 6 подврста, док према другим изворима оне чине 4 посебне врсте. Пегави царић провирљивац према неким изворима има 3 подврсте, од којих једна (Pardalotus punctatus xanthopyge) према неким изворима има положај посебне врсте због свог јединственог перја и зова, као и непостојања зоне хибридизације у југозападној Аустралији. Верује се да су пегави и пругасти царић провирљивац блиско сродни.

### Врсте и подврсте
- Пегави царић провирљивац
- Тасманијски царић провирљивац
- Црвеновеђи царић провирљивац
- Пругасти царић провирљивац
  -  ( или Pardalotus striatus melvillensis)